# Ghana en la Copa Mundial de Fútbol de 2014
La Selección de fútbol de Ghana fue una de las 32 selecciones que participaron en la Copa Mundial de Fútbol de 2014. Esta fue su tercera participación en mundiales y tercera consecutiva desde Alemania 2006.

## Clasificación
Ghana ingresó en la Segunda ronda de las eliminatorias por estar dentro de las 28 mejores selecciones de la CAF según el ranking FIFA de julio de 2011. En esta instancia solo clasificaron a la siguiente fase los primeros de cada grupo, Ghana conformó el grupo D junto con Zambia, Lesoto y Sudán clasificando a la Tercera ronda con cinco victorias y una sola derrota.
En los play-offs de la tercera ronda Ghana se enfrentó a Egipto en partidos de ida y vuelta, ganó 6-0 en Kumasi y perdió 2-1 en El Cairo clasificando a Brasil 2014 por diferencia de goles.

### Segunda ronda
| Equipo | Pts | PJ | PG | PE | PP | GF | GC | Dif |
| ------ | --- | -- | -- | -- | -- | -- | -- | --- |
| Ghana  | 15  | 6  | 5  | 0  | 1  | 18 | 3  | 15  |
| Zambia | 11  | 6  | 3  | 2  | 1  | 11 | 4  | 7   |
| Lesoto | 5   | 6  | 1  | 2  | 3  | 4  | 15 | -11 |
| Sudán  | 2   | 6  | 0  | 2  | 4  | 3  | 14 | -11 |

| Fecha                   | Lugar    |        |                   | Resultado |                   |        |
| ----------------------- | -------- | ------ | ----------------- | --------- | ----------------- | ------ |
| 1 de junio de 2012      | Kumasi   | Ghana  | Bandera de Ghana  | 7-0 (3-0) | Bandera de Lesoto | Lesoto |
| 9 de junio de 2012      | Ndola    | Zambia | Bandera de Zambia | 1-0 (1-0) | Bandera de Ghana  | Ghana  |
| 24 de marzo de 2013     | Kumasi   | Ghana  | Bandera de Ghana  | 4-0 (2-0) | Bandera de Sudán  | Sudán  |
| 7 de junio de 2013      | Omdurmán | Sudán  | Bandera de Sudán  | 1-3 (1-1) | Bandera de Ghana  | Ghana  |
| 16 de junio de 2013     | Maseru   | Lesoto | Bandera de Lesoto | 0-2 (0-1) | Bandera de Ghana  | Ghana  |
| 6 de septiembre de 2013 | Kumasi   | Ghana  | Bandera de Ghana  | 2-1 (1-0) | Bandera de Zambia | Zambia |

### Tercera ronda
| 15 de octubre de 2013 | Ghana                                                                      | 6-1 (3-1) | Egipto               | Estadio Baba Yara, Kumasi                                      |                                                                |
|                       | Gyan 4' 53' · Gomaa 23' (a.g.) · Waris 44' · Muntari 72' (pen.) · Atsu 88' | Reporte   | Aboutrika 41' (pen.) | Asistencia: 38 000 espectadores Árbitro(s): Bouchaïb El Ahrach | Asistencia: 38 000 espectadores Árbitro(s): Bouchaïb El Ahrach |

| 19 de noviembre de 2013 | Egipto              | 2-1 (1-0) | Ghana       | 30 June Stadium, El Cairo                                   |                                                             |
|                         | Zaki 25' · Gedo 83' | Reporte   | Boateng 88' | Asistencia: 25 000 espectadores Árbitro(s): Noumandiez Doue | Asistencia: 25 000 espectadores Árbitro(s): Noumandiez Doue |

### Goleadores
| Jugador                | Goles | PJ |
| ---------------------- | ----- | -- |
| Asamoah Gyan           | 6     | 6  |
| Waris Majeed           | 3     | 4  |
| Sulley Muntari         | 3     | 7  |
| Jordan Ayew            | 2     | 2  |
| Dominic Adiyiah        | 2     | 3  |
| Christian Atsu         | 2     | 5  |
| Kevin-Prince Boateng   | 1     | 1  |
| Jerry Akaminko         | 1     | 3  |
| Wakaso Mubarak         | 1     | 5  |
| John Boye              | 1     | 6  |
| Kwadwo Asamoah         | 1     | 7  |
| Emmanuel Agyemang-Badu | 1     | 8  |

## Preparación

### Campamento base
En diciembre de 2013 el presidente de la Asociación de Fútbol de Ghana, Kwesi Nyantakyi, aseguró a la ciudad de Maceió como sede del campamento base de la selección ghanesa durante su participación en el mundial de Brasil. La elección se realizó pese a que algunos reportes indicaban a la ciudad costera como la tercera ciudad de Brasil con altos índices de delincuencia. La confirmación de la sede llegó en febrero de 2014 luego que la FIFA hiciera pública la lista de todos los campamentos base de las selecciones participantes.
Para los entrenamientos de los jugadores la asociación ghanesa escogió el Estádio Rei Pelé también conocido como Trapichao ubicado en el barrio de Trapiche de Barra, el recinto entró en proceso de reformas a inicios de 2014 para cumplir con las exigencias del Comité Organizador Local y se prevé el término de las obras para finales del mes de abril. El alojamiento y la concentración tendrá lugar en el Hotel Radisson ubicado en el barrio de Pajuçara.

### Amistosos previos
| 5 de marzo de 2014 | Montenegro           | 1-0 (1-0) | Ghana | Estadio Pod Goricom, Podgorica, Montenegro |                             |
|                    | Damjanović 1' (pen.) |           |       | Árbitro(s): Vlado Glodjović                | Árbitro(s): Vlado Glodjović |

| 31 de mayo de 2014 | Países Bajos  | 1-0 (1-0) | Ghana | De Kuip, Róterdam, Países Bajos |                           |
|                    | van Persie 5' | Reporte   |       | Árbitro(s): Carlos Xistra       | Árbitro(s): Carlos Xistra |

| 9 de junio de 2014 | Ghana                          | 4-1 (0-1) | Corea del Sur | Sun Life Stadium, Miami, Estados Unidos |                                   |
|                    | J. Ayew 51' 53' 89' · Gyan 48' | Reporte   | Park 34'      | Árbitro(s): Marcelo Alexandersson       | Árbitro(s): Marcelo Alexandersson |

## Lista de jugadores
El 12 de mayo de 2014 el entrenador de la selección de Ghana, Akwasi Appiah, anunció una lista preliminar de 26 jugadores preseleccionados para el mundial. Más tarde se sumaron 4 jugadores, uno en cada posición, para completar la lista de 30 que fue enviada a la FIFA.
La nómina definitiva de 23 jugadores que asistirán al mundial la dio a conocer el entrenador Appiah el 1 de junio.
| #     | Nombre                 | Posición       | Edad          | PJ Sel        | G             | Club                   |
| ----- | ---------------------- | -------------- | ------------- | ------------- | ------------- | ---------------------- |
| 1     | Steven Adams           | Portero        | -             | -             | -             | Aduana Stars           |
| 2     | Samuel Inkoom          | Defensa        | -             | -             | -             | Dnipro Dnipropetrovsk  |
| 3     | Asamoah Gyan           | Delantero      | -             | -             | -             | Al-Ain                 |
| 4     | Daniel Opare           | Defensa        | -             | -             | -             | FC Porto               |
| 5     | Michael Essien         | Centrocampista | -             | -             | -             | Milan                  |
| 6     | Afriyie Acquah         | Centrocampista | -             | -             | -             | Parma                  |
| 7     | Christian Atsu †       | Centrocampista | -             | -             | -             | Chelsea FC             |
| 8     | Emmanuel Agyemang-Badu | Centrocampista | -             | -             | -             | Udinese                |
| 9     | Kevin-Prince Boateng   | Centrocampista | -             | -             | -             | Schalke 04             |
| 10    | André Ayew             | Centrocampista | -             | -             | -             | Olympique de Marsella  |
| 11    | Sulley Muntari         | Centrocampista | -             | -             | -             | Milan                  |
| 12    | Adam Kwarasey          | Portero        | -             | -             | -             | Strømsgodset           |
| 13    | Jordan Ayew            | Delantero      | -             | -             | -             | Olympique de Marseille |
| 14    | Albert Adomah          | Centrocampista | -             | -             | -             | Middlesbrough          |
| 15    | Rashid Sumaila         | Defensa        | -             | -             | -             | Mamelodi Sundowns      |
| 16    | Fatau Dauda            | Portero        | -             | -             | -             | Orlando Pirates        |
| 17    | Mohammed Rabiu         | Centrocampista | -             | -             | -             | Kuban Krasnodar        |
| 18    | Majeed Waris           | Delantero      | -             | -             | -             | FC Spartak Moskva      |
| 19    | Jonathan Mensah        | Defensa        | -             | -             | -             | Évian Thonon Gaillard  |
| 20    | Kwadwo Asamoah         | Centrocampista | -             | -             | -             | Juventus               |
| 21    | John Boye              | Defensa        | -             | -             | -             | Stade Rennes           |
| 22    | Wakaso Mubarak         | Centrocampista | -             | -             | -             | Rubin Kazan            |
| 23    | Harrison Afful         | Defensa        | -             | -             | -             | Espérance              |
| D. T. | Akwasi Appiah          | Akwasi Appiah  | Akwasi Appiah | Akwasi Appiah | Akwasi Appiah | Akwasi Appiah          |

Los siguientes jugadores fueron incluidos en la lista provisional de 30 convocados que la Asociación de Fútbol de Ghana envió a la FIFA, pero no formaron parte de la nómina definitiva de 23 jugadores elaborada por Akwasi Appiah. Los jugadores Brimah Razak, Kwabena Adusei, Raman Chibsah y Mahatma Otoo fueron considerados como reservas desde que se presentó la lista de 30. El defensa Jerry Akaminko, titular en su selección, tuvo que ser dado de baja por una lesión al tobillo izquierdo que sufrió en el partido amistoso disputado ante los Países Bajos, mientras que David Accam y Jeff Schlupp fueron descartados por el entrenador antes de presentar la lista de 23.
| Nombre          | Posición       | Edad | PJ Sel | G | Club           |
| --------------- | -------------- | ---- | ------ | - | -------------- |
| Brimah Razak    | Portero        | -    | -      | - | Córdoba        |
| Kwabena Adusei  | Defensa        | -    | -      | - | Asante Kotoko  |
| Jeffrey Schlupp | Defensa        | -    | -      | - | Leicester City |
| Jerry Akaminko  | Defensa        | -    | -      | - | Eskişehirspor  |
| Raman Chibsah   | Centrocampista | -    | -      | - | Sassuolo       |
| Mahatma Otoo    | Delantero      | -    | -      | - | Sogndal        |
| David Accam     | Delantero      | -    | -      | - | Helsingborg    |

## Participación

### Grupo G
| Selección      | Pts. | PJ | PG | PE | PP | GF | GC | Dif. |
| -------------- | ---- | -- | -- | -- | -- | -- | -- | ---- |
| Alemania       | 7    | 3  | 2  | 1  | 0  | 7  | 2  | 5    |
| Estados Unidos | 4    | 3  | 1  | 1  | 1  | 4  | 4  | 0    |
| Portugal       | 4    | 3  | 1  | 1  | 1  | 4  | 7  | -3   |
| Ghana          | 1    | 3  | 0  | 1  | 2  | 4  | 6  | -2   |

| 16 de junio de 2014, 19:00 | Ghana       | 1:2 (0:1) | Estados Unidos          | Estadio Arena das Dunas, Natal |                            |
|                            | A. Ayew 81' | Reporte   | Dempsey 1' · Brooks 85' | Árbitro(s): Jonas Eriksson     | Árbitro(s): Jonas Eriksson |

| 21 de junio de 2014, 16:00 | Alemania              | 2:2 (0:0) | Ghana                  | Estadio Castelão, Fortaleza                              |                                                          |
|                            | Götze 50' · Klose 70' | Reporte   | A. Ayew 53' · Gyan 62' | Asistencia: 59 621 espectadores Árbitro(s): Sandro Ricci | Asistencia: 59 621 espectadores Árbitro(s): Sandro Ricci |

| 26 de junio de 2014, 13:00 | Portugal                      | 2:1 (1:0) | Ghana    | Estadio Mané Garrincha, Brasilia                            |                                                             |
|                            | Boye 30' (a.g.) · Ronaldo 79' | Reporte   | Gyan 56' | Asistencia: 67 540 espectadores Árbitro(s): Nawaf Shukralla | Asistencia: 67 540 espectadores Árbitro(s): Nawaf Shukralla |

## Estadísticas

### Participación de jugadores
| #  | Pos | Jugador | PJ | Minutos Jugados | Goles | Asistencias | Tarjetas Amarillas | Doble Tarjeta Amarilla y Roja | Tarjetas Rojas |
| -- | --- | ------- | -- | --------------- | ----- | ----------- | ------------------ | ----------------------------- | -------------- |
| 2- | -   | -       | -  | -               | -     | -           | -                  | -                             | -              |
| -  | -   | -       | -  | -               | -     | -           | -                  | -                             | -              |
| -  | -   | -       | -  | -               | -     | -           | -                  | -                             | -              |
| -  | -   | -       | -  | -               | -     | -           | -                  | -                             | -              |
| -  | -   | -       | -  | -               | -     | -           | -                  | -                             | -              |
| -  | -   | -       | -  | -               | -     | -           | -                  | -                             | -              |
| -  | -   | -       | -  | -               | -     | -           | -                  | -                             | -              |
| -  | -   | -       | -  | -               | -     | -           | -                  | -                             | -              |
| -  | -   | -       | -  | -               | -     | -           | -                  | -                             | -              |
| -  | -   | -       | -  | -               | -     | -           | -                  | -                             | -              |
| -  | -   | -       | -  | -               | -     | -           | -                  | -                             | -              |
| -  | -   | -       | -  | -               | -     | -           | -                  | -                             | -              |
| -  | -   | -       | -  | -               | -     | -           | -                  | -                             | -              |
| -  | -   | -       | -  | -               | -     | -           | -                  | -                             | -              |
| -  | -   | -       | -  | -               | -     | -           | -                  | -                             | -              |
| -  | -   | -       | -  | -               | -     | -           | -                  | -                             | -              |
| -  | -   | -       | -  | -               | -     | -           | -                  | -                             | -              |
| -  | -   | -       | -  | -               | -     | -           | -                  | -                             | -              |

| # | Pos        | Jugador | PJ | Minutos Jugados | Goles recibidos | Atajos | Tarjetas Amarillas | Doble Tarjeta Amarilla y Roja | Tarjetas Rojas |
| - | ---------- | ------- | -- | --------------- | --------------- | ------ | ------------------ | ----------------------------- | -------------- |
| 1 | Guardameta | -       | -  | -               | -               | -      | -                  | -                             | -              |
| - | Guardameta | -       | -  | -               | -               | -      | -                  | -                             | -              |
| - | Guardameta | -       | -  | -               | -               | -      | -                  | -                             | -              |